# Willem van Loon (atleet)
Willem van Loon (Arnhem, 15 augustus 1891 – aldaar, 29 november 1975) was een Nederlandse beoefenaar van de touwtreksport. Zijn oudere broer Anton van Loon was de oprichter van de krachtsportvereniging Achilles te Arnhem. Beiden namen deel aan de Olympische Spelen van 1920.

## Loopbaan
Aangezien het touwtrekken aan het begin van de 20e eeuw was ondergebracht bij de atletiek, was het de Nederlandse Atletiek Unie (NAU) in Utrecht, die in de in mei 1920 georganiseerde voorwedstrijden voor de Olympische Spelen in Antwerpen later dat jaar ook het onderdeel touwtrekken aan bod liet komen. Hierbij eindigde de Arnhemse krachtsportvereniging Achilles op de eerste plaats, met als nummer twee het team van de vereniging F.L. Jalin uit Edam en op de derde plaats de politiesportvereniging uit Amsterdam. Als gevolg van deze eerste plaats werd het acht man sterke touwtrekteam uit Arnhem naar Antwerpen afgevaardigd.
Het team bestond naast Willem en Anton van Loon uit Wim Bekkers, Wim van Rekum, Rinus van Rekum, Henk Janssen, Jan Hengeveld en Sijtse Jansma. Bij de eerste confrontatie op de Spelen met het bijna 200 kg zwaardere Italië bleken de Nederlanders, die gemiddeld per persoon 'slechts' 85 kg wogen, de sterksten. De eerste 'trek' werd gewonnen in 1.11 min, de tweede in 43,25 sec. Wel verloor het Nederlandse team daarna van de Engelsen, die zo’n 300 kg zwaarder waren. Het Engelse team won met gemak in respectievelijk 28,8 en 13,4 sec. Voor de zilveren medaille moest vervolgens tegen de Belgen worden aantreden, die de Amerikanen hadden verslagen. De Belgen waren echter door een treinvertraging met slechts vier man komen opdagen en wilden daarom aanvankelijk genoegen nemen met de bronzen medaille. Het Nederlandse team accepteerde dit niet en zodoende werd, nadat de laatkomers waren verschenen, alsnog om de medailles gestreden. De eerste 'trek' werd in 1.03,4 gewonnen, de tweede in 2.03. Daarmee werd de zilveren medaille veiliggesteld. Het was de allereerste olympische medaille in de geschiedenis van de Nederlandse atletiek. De touwtrekploeg werd bij terugkeer in Nederland feestelijk onthaald in de Gelderse hoofdstad met een rijtoer, die door duizenden belangstellenden werd bijgewoond en een huldiging in Musis Sacrum.
Vier jaar later was het onderdeel touwtrekken van het olympische programma geschrapt. In 1936 droeg de KNAU deze tak van sport over aan de Nederlandse Kracht Sportbond.